# 天使學 (小說)
《天使學》是美國作家丹妮莉·楚索妮所著的第一部長篇小說，於2010年3月由維京出版社在美國出版，同年10月商周出版在臺灣發行正體中文版。

## 故事簡介
小說講述一名來自紐約的修女無意間再次觸發了那場天使學家之間的古老戰爭，天使學家是一群研究天使以及天使和人類所生的混種後代拿非利人的學者。故事內容涉及歷史、聖經、奧斐斯祕教、聖經外典《以諾書》以及墮天使傳說。

## 電影改編
哥倫比亞電影公司和環球影業曾競爭電影版權，最後由哥倫比亞贏得。曾參與製作電影《達文西密碼》和《天使與魔鬼》的哥倫比亞電影執行製作人安德瑞亞·賈內第和戴范·法蘭克林目前正在監督這個改編項目。馬克·福斯特將執導影片，威爾·史密斯和詹姆士·萊西泰的 Overbrook Entertainment 則會與他合作。

## 外部連結
- ANGELOLOGY overview at Danielle Trussoni （英文）